# Abraliopsis falco
Abraliopsis falco е вид главоного от семейство Enoploteuthidae.

## Разпространение
Видът е разпространен в Гватемала, Еквадор, Колумбия, Коста Рика, Мексико, Никарагуа, Панама, Перу, Салвадор, САЩ и Чили.